# Jawor (Masyw Śnieżnika)
Jawor (dawniej niem. Urnitzberg, po 1945 r. również Jawornica) – góra ze szczytem na wysokości 830 m n.p.m. znajdująca się w Masywie Śnieżnika w Sudetach, na terenie Śnieżnickiego Parku Krajobrazowego ponad Międzygórzem.

## Geografia
Jawor jest szczytem w paśmie odchodzącym na północny zachód od Goworka przez Wysoczkę. Stoki północne, mocno rozczłonkowane, opadają ku dolinie rzeki Wilczki w Międzygórzu.

## Geologia
Zbudowany jest ze skał gnejsowych, należących do metamorfiku Lądka i Śnieżnika. W części szczytowej znajduje się obszerne wypłaszczenie ze słabo zaznaczoną kulminacją.

## Roślinność
Stoki są porośnięte świerkowo-bukowym lasem regla dolnego, wierzchołek jest odsłonięty.

## Urbanizacja
Między Jawor a Szeroką Kopę dochodziły dawniej gęste zabudowania wsi Jaworek Górny z gospodą turystyczną, a prawie cały Jawor zajmowały użytki rolne. Obecnie zabudowa pozostała jedynie na podszczytowym wypłaszczeniu od północnego zachodu na Jaworowej Polanie. Śladem po dawnej wsi są ruiny XIX-wiecznej kaplicy św. Katarzyny na południowo-zachodnim zboczu, na wysokości 765 m n.p.m., a na skrzyżowaniu dróg drewniany krzyż.

## Turystyka i sport
- droga Szklary-Samborowice – Jagielno – Przeworno – Gromnik – Biały Kościół – Żelowice – Ostra Góra – Niemcza – Gilów – Piława Dolna – Góra Parkowa – Bielawa – Kalenica – Nowa Ruda – Sarny – Tłumaczów – Radków – Skalne Wrota – Pasterka – Karłów – Lisia Przełęcz – Białe Skały – Skalne Grzyby – Batorówek – Batorów – Skała Józefa – Duszniki-Zdrój – Schronisko PTTK „Pod Muflonem” – Szczytna – Zamek Leśna – Polanica-Zdrój – Przełęcz Sokołowska – Łomnicka Równia – Huta – Zalesie – Stara Bystrzyca – Bystrzyca Kłodzka – Pławnica – Szklary – Igliczna – Międzygórze – Jawor – Przełęcz Puchacza[2]
- Żółto znakowana trasa rowerowa prowadzi z Wodospadu Wilczki do Nowej Wsi.

Stoki Jawora są dobrymi terenami narciarskimi. Na zachodnim i północno-wschodnim stoku funkcjonują dwa wyciągi.